# Comuna Sascut, Bacău
Sascut (în maghiară Szászkút, în traducere „Fântâna Sasului”) este o comună în județul Bacău, Moldova, România, formată din satele Berești, Conțești, Păncești, Sascut (reședința), Sascut-Sat, Schineni și Valea Nacului.

## Așezare
Comuna se află la marginea de sud a județului, la limita cu județul Vrancea, pe malul drept al Siretului, în dreptul lacului de acumulare Berești, acolo unde Siretul primește apele afluenților Râul Fântânele și Conțești, care curg în întregime pe teritoriul ei. Este traversată de șoseaua națională DN2, care leagă Bacăul de Focșani. La Sascut, acest drum se intersectează cu șoseaua județeană DJ119A, care duce spre sud-vest la Urechești (unde se termină în DN11A) și spre sud-est în județul Vrancea la Homocea.

## Demografie
Componența etnică a comunei Sascut
     Români (86,11%)
     Alte etnii (1,06%)
     Necunoscută (12,83%)
Componența confesională a comunei Sascut
     Ortodocși (80,94%)
     Romano-catolici (4,74%)
     Alte religii (1,18%)
     Necunoscută (13,15%)
Conform recensământului efectuat în 2021, populația comunei Sascut se ridică la 8.085 de locuitori, în scădere față de recensământul anterior din 2011, când fuseseră înregistrați 8.564 de locuitori. Majoritatea locuitorilor sunt români (86,11%), iar pentru 12,83% nu se cunoaște apartenența etnică. Din punct de vedere confesional, majoritatea locuitorilor sunt ortodocși (80,94%), cu o minoritate de romano-catolici (4,74%), iar pentru 13,15% nu se cunoaște apartenența confesională.

## Politică și administrație
Comuna Sascut este administrată de un primar și un consiliu local compus din 15 consilieri. Primarul, Ionel Apostol[*], de la Partidul Social Democrat, este în funcție din 1 noiembrie 2024. Începând cu alegerile locale din 2024, consiliul local are următoarea componență pe partide politice:
|  | Partid                    | Consilieri | Componența Consiliului | Componența Consiliului | Componența Consiliului | Componența Consiliului | Componența Consiliului | Componența Consiliului | Componența Consiliului | Componența Consiliului |
|  | ------------------------- | ---------- | ---------------------- | ---------------------- | ---------------------- | ---------------------- | ---------------------- | ---------------------- | ---------------------- | ---------------------- |
|  | Partidul Social Democrat  | 8          |                        |                        |                        |                        |                        |                        |                        |                        |
|  | Partidul Național Liberal | 6          |                        |                        |                        |                        |                        |                        |                        |                        |
|  | Uniunea Salvați România   | 1          |                        |                        |                        |                        |                        |                        |                        |                        |

## Istorie
La sfârșitul secolului al XIX-lea, comuna făcea parte din plasa Răcăciuni a județului Putna și era formată din satele Bălcuța, Conțești, Fabrica Zaharină, Fântânele, Sascut, Schineni și Valea Nacului, având în total 2414 locuitori. În comună erau o fabrică de zahăr, trei biserici și o școală mixtă cu 109 elevi. La acea vreme, pe teritoriul actual al comunei mai funcționau în aceeași plasă și comunele Berești și Păncești. Comuna Păncești era formată din satele Fântânele, Păncești și Târgu Păncești, cu 2069 de locuitori ce trăiau în 548 de case; aici existau o biserică și o școală mixtă cu 77 de elevi. Comuna Berești avea doar satul de reședință, o biserică și o populație de 872 de locuitori ce trăiau în 205 case.
Anuarul Socec consemnează comunele în plasa Trotuș a aceluiași județ. Comuna Sascut avea 2621 de locuitori în satele Bălcuța, Conțești, Fântânele, Sascut, Schineni, Târgu Sascut și Valea Nacului; comuna Păncești avea aceeași alcătuire și 2494 de locuitori; iar comuna Berești, cu unicul ei sat, avea 868 de locuitori.
În 1950, comuna a fost transferată raionului Adjud din regiunea Putna, apoi (după 1952) din regiunea Bârlad și (după 1956) din regiunea Bacău. În 1968, comunele au trecut la județul Bacău, iar comunele Pâncești și Berești au fost desființate, iar satele lor au trecut la comuna Sascut; au fost desființate satele Bălcuța și Fântânele (comasate cu Sascut-Sat), iar satele Păncești-Târg și Sascut-Târg au fost comasate și au format satul Sascut.

## Monumente istorice
Șase obiective din comuna Sascut sunt incluse în lista monumentelor istorice din județul Bacău ca monumente de interes local. Unul este un sit arheologic — vestigiile unei așezări medievale (secolele al XIV-lea–al XV-lea) aflate la 1.500 m est de DN2. Alte patru sunt monumente de arhitectură: biserica „Sfântul Pantelimon” (1859) din satul Berești, conacul Elias (secolul al XIX-lea), biserica „Sfântul Nicolae” (1809) și școala (1906), toate trei din satul Sascut. În fine, monumentul eroilor din războiul de independență, clasificat ca monument memorial sau funerar, datează din 1910.

## Personalități locale
- Ioan Athanasiu (1868 - 1926), medic veterinar și fiziolog, membru corespondent al Academiei Române;
- Teodor Negoiță ( 1947 - 2011), explorator polar, primul român care a atins Polul Nord (1995); a condus prima stație românească permanentă de cercetare și explorare din Antarctica (Stația Law-Racoviță), fondată de către el și inaugurată în anul 2006;
- Viorel Cernica (n. 1957), profesor de filozofie, cercetător afiliat al Academiei Române, eseist și poet.